# Сборная Мадагаскара по футболу
Сборная Мадагаскара представляет Мадагаскар на международных футбольных турнирах и в товарищеских матчах. Управляющая организация — Малагасийская федерация футбола. Является членом ФИФА с 1964 года и КАФ — с 1963 года.

## История
Сборная Мадагаскара относится к аутсайдерам африканского футбола и ни разу не принимала участия в чемпионате мира. Начиная с 1970-х годов «Зебу» более или менее регулярно участвуют в отборочных турнирах к Кубку африканских наций, а начиная с 1980-х — в «отборах» к чемпионату мира. Однако, за исключением некоторых разовых побед над такими более сильными соперниками, как Египет, Замбия, Нигерия,  ДР Конго, сборной Мадагаскара особо похвастать нечем — в большинстве отборочных турниров островитяне выполняли роль статистов.
16 октября 2018 года сборная Мадагаскара впервые прошла отборочный турнир Кубка африканских наций 2019, после того как выиграла со счетом 1:0 у Экваториальной Гвинеи.
На нём она вышла в 1/4 финала, обыграв ДР Конго в 1/8 финала со счётом 2:2 (п. 4:2). 

## Чемпионат мира
- 1930 — 1970 — не принимала участия
- 1974 — снялась с соревнований
- 1978 — не принимала участия
- 1982 — не прошла квалификацию
- 1986 — не прошла квалификацию
- 1990 — не принимала участия
- 1994 — 2022 — не прошла квалификацию

## Кубок африканских наций
- 1957 — 1970 — не принимала участия
- 1972 — не прошла квалификацию
- 1974 — не прошла квалификацию
- 1976 — снялась с соревнований
- 1978 — не принимала участия
- 1980 — 1988 не прошла квалификацию
- 1990 — снялась с соревнований
- 1992 — не прошла квалификацию
- 1994 — не принимала участия
- 1996 — снялась с соревнований по ходу квалификации
- 1998 — дисквалифицирована за снятие с отборочных соревнований 1996 года
- 2000 — 2017 — не прошла квалификацию
- 2019 — 1/4 финала
- 2021 — не прошла квалификацию
- 2023 — не прошла квалификацию

## Достижения
Игры Индийского океана
- Чемпион (1990, 1993)

Кубок КОСАФА (среди стран юга африканского континента)
- 3-е место: (2015)
- 4-е место: (2008, 2018)

## Состав
Следующие игроки были вызваны в состав сборной главным тренером. На игру с Малави, (7 июля 2021)
Игры и голы приведены по состоянию на 30 марта 2021 года:
|  | Вр  | Мелвин Адриен               | 30 августа 1993 (31 год) | 15 | 0  | Мартиг              |  |  |
|  | Вр  | Матиас Рандриамами          | 23 апреля 2003 (21 год)  | 0  | 0  | Пари Сен-Жермен U19 |  |  |
|  | Вр  | Разаканирина Ракотоасимбола | 14 октября 1999 (25 лет) | 0  | 0  | АС Адема            |  |  |
|  |     |                             |                          |    |    |                     |  |  |
|  | Защ | Паскаль Разаканантенайна    | 19 апреля 1987 (37 лет)  | 35 | 2  | Сен-Пьерруаз        |  |  |
|  | Защ | Томас Фонтен                | 8 мая 1991 (33 года)     | 28 | 0  | Лорьян              |  |  |
|  | Защ | Жером Момбрис               | 27 ноября 1987 (37 лет)  | 21 | 0  | Гренобль            |  |  |
|  | Защ | Ромен Метанир               | 28 марта 1990 (35 лет)   | 17 | 0  | Миннесота Юнайтед   |  |  |
|  | Защ | Жереми Морель               | 2 апреля 1984 (41 год)   | 14 | 1  | Лорьян              |  |  |
|  | Защ | Сильвио Уассьеро            | 7 мая 1994 (30 лет)      | 2  | 0  | Фола                |  |  |
|  |     |                             |                          |    |    |                     |  |  |
|  | ПЗ  | Ибраим Амада                | 28 февраля 1990 (35 лет) | 26 | 1  | Аль-Хор             |  |  |
|  | ПЗ  | Арохасина Андрианариманана  | 21 апреля 1991 (33 года) | 22 | 1  | Блэк Леопардс       |  |  |
|  | ПЗ  | Зотсара Рандриамбололона    | 22 апреля 1994 (30 лет)  | 23 | 0  | Флери 91            |  |  |
|  | ПЗ  | Анисе Абель                 | 13 марта 1990 (35 лет)   | 17 | 3  | Лудогорец           |  |  |
|  | ПЗ  | Марко Илаймахаритра         | 26 июля 1995 (29 лет)    | 17 | 2  | Шарлеруа            |  |  |
|  | ПЗ  | Райан Равелсон              | 16 января 1997 (28 лет)  | 12 | 2  | Труа                |  |  |
|  | ПЗ  | Димитри Калуэн              | 8 мая 1990 (34 года)     | 11 | 0  | Сет                 |  |  |
|  | ПЗ  | Бастьен Эри                 | 23 марта 1992 (33 года)  | 2  | 0  | Линфилд             |  |  |
|  | ПЗ  | Лоик Лапуссен               | 27 марта 1996 (29 лет)   | 1  | 0  | Юнион               |  |  |
|  |     |                             |                          |    |    |                     |  |  |
|  | Нап | Полин Воави                 | 10 ноября 1987 (37 лет)  | 60 | 15 | Миср эль-Макаса     |  |  |
|  | Нап | Лалайна Номенжанахари       | 16 января 1986 (39 лет)  | 48 | 5  | Париж               |  |  |
|  | Нап | Нджива Ракотохарималала     | 6 августа 1992 (32 года) | 38 | 9  | Нонгбуа Питчая      |  |  |
|  | Нап | Каролюс Андриамахицинуру    | 6 июля 1989 (35 лет)     | 37 | 11 | Аль-Кадисия         |  |  |
|  | Нап | Вильям Грос                 | 31 марта 1992 (33 года)  | 5  | 0  | Флери 91            |  |  |
|  | Нап | Александр Рамалингом        | 17 марта 1993 (32 года)  | 4  | 2  | Седан               |  |  |
|  | Нап | Хаким Абдалла               | 9 января 1998 (27 лет)   | 6  | 1  | Свифт Эсперанж      |  |  |